# Ulica Stanisława Moniuszki w Braniewie
Ulica Stanisława Moniuszki w Braniewie – ulica Braniewa o długości 1,092 km będąca częścią drogi powiatowej 2324N. Do 1945 roku nosiła nazwę Rodelshöfer Straße (ul. Rudłowska), prowadzi do pobliskiej miejscowości Rudłowo (niem. Rodelshöfen).

## Historia
Ulica wzmiankowana w XVI wieku, wtedy istniały już przy niej stodoły i ogrody. Wówczas zapisywana była w aktach miejskich jako Eichfeld („pole dębowe”). W 1583 roku burmistrz Braniewa Johannes Bartsch (ojciec Fryderyka Bartscha) ufundował przy tej ulicy szpital, w 1671 fundacja została potwierdzona przez burmistrza Georgiusa Follerta. W latach 1889–1891 przy ulicy Rodelshöfer Straße wybudowana została stadnina koni, założono zespół parkowy, a także zbudowano osiedle budynków mieszkalnych dla pracowników stadniny. W latach 1893–1898 naprzeciw stadniny wybudowano duży kompleks koszarowy dla 3 Pułku Grenadierów im. Króla Fryderyka Wilhelma II (2 Wschodniopruski), w którym stacjonowali fizylierzy (piechota). Koszary oddano do użytku 1 października 1898. 2 lata później, 1 października 1900 oddano do użytku również przy tej samej ulicy lazaret wojskowy (niezachowany) oraz kasyno oficerskie (po wojnie budynek WKU). Współcześnie głównymi użytkownikami byłego kompleksu koszarowego jest Szkoła Podstawowa nr 5 im. Ziemi Braniewskiej oraz Specjalny Ośrodek Szkolno-Wychowawczy.
W latach 1904–1906 istniejący od 1571 roku w Braniewie zakon katarzynek wzniósł przy tej ulicy na zakupionej wcześniej działce nowy gmach domu generalnego zakonu „Regina Coeli“. Po wojnie jest to dom prowincji Polskiej Prowincji Zgromadzenia Sióstr św. Katarzyny.
W 1926 przy Rodelshöfer Straße 1 ukończono budowę okazałego budynku centrum społeczności lokalnej Gesellschaftshaus Liedertafel (na zdjęciu). Budynek posiadał dużą salę ze sceną obrotową do występów, za budynkiem znajdował się ogród do imprez planerowych. Wkrótce jednak z powodów finansowych stowarzenie było zmuszone sprzedać obiekt. Budynek został zakupiony przez archiprezbitera Aloysa Schulza (1871–1953), proboszcza parafii św. Katarzyny, i przeznaczony na zupełnie inną działalność – przedszkole i żłobek. Nadano instytucji patronat St. Theresienheim, czyli Dom pod wezwaniem św. Teresy i był prowadzony przez siostry katarzynki z pobliskiego klasztoru. Służył on mieszkańcom do II wojny światowej.
Większość budynków znajdujących się w obrębie współczesnej ul. Moniuszki przetrwało zarówno II wojnę światową, jak też powojenne rozbiórki, które dotknęły wiele ulic miasta. Ze znaczących budowli nie ostał się m.in. budynek lazaretu (od 1926 dom rencisty Rentnerheim) oraz budynek o numerze 1, czyli przedszkole St. Theresienheim. Budynku o numerze 1 ulica Moniuszki nie posiada w czasach współczesnych i raczej posiadać już nie będzie, gdyż niezabudowany plac otrzymał nową funkcję i uchwałą Rady Miejskiej w dniu 6 maja 1998 nową oficjalną nazwę „Skwer Sybiraków”, stając się po wzniesieniu w 1998 obelisku Sybiraków i w 2022 pomnika Orła Białego reprezentacyjnym placem miasta.
W latach 1971–1975, wówczas na końcu ul. Moniuszki, został wybudowany przez Bartoszyckie Przedsiębiorstwo Budowlane nowy gmach szpitala na 181 łóżek, z apteką i zapleczem medycznym. Koszt budowy i wyposażenia wyniósł 47 milionów ówczesnych złotych. 18 i 22 lipca 1975 uroczyście otwarto placówkę kliniczną, która rozpoczęła działalność z dniem 1 sierpnia 1975. W obecnej strukturze Powiatowego Centrum Medycznego (rok 2025) funkcjonują następujące oddziały: chorób wewnętrznych, chirurgii ogólnej, ginekologii jednego dnia, a ponadto izba przyjęć, dział farmacji szpitalnej, pracownie, poradnie, zakłady opiekuńcze oraz Zespoły Ratownictwa Medycznego.
W 2001 roku na styku ulic Sikorskiego i Moniuszki wybudowana została charakterystyczna budowla o nazwie „Willa Millenium”. W kompleksie składającym się z dwóch budynków podzielonych na 5 segmentów znalazły miejsce zarówno placówki handlowo-usługowe (m.in. bank i market spożywczy), jak również utworzono 27 lokali mieszkalnych. Koszt inwestycji wyniósł ok. 6 mln złotych. Budowa Willi Millenium miała stanowić początek odbudowy Starego Miasta w Braniewie.
W 2011 obok gmachu szpitala wybudowano i 20 lipca 2011 – w święto Policji – oddano do użytku nową siedzibę Komendy Powiatowej Policji w Braniewie. W 2015 roku ulica powiększyła się o dwa bloki mieszkalne (Moniuszki 30 i 32). W tym samym roku przy ulicy wykonano 220 m drogi pieszo-rowerowej wzdłuż budynków Szkoły Podstawowej nr 5 oraz położono chodnik wzdłuż drogi od szpitala do granic administracyjnych miejscowości.
Pod koniec ul. Kościuszki, w pobliżu Powiatowego Centrum Medycznego (szpitala), znajduje się kapliczka z Matką Boską Niepokalaną, w formie klasycznej aediculi w XVIII/XIX wieku.
Współcześnie ul. Moniuszki rozpoczyna się od ronda gen. Andersa i prowadzi do granic administracyjnych miasta, dalej droga prowadzi do pobliskiej miejscowości Rudłowo.

## Ważniejsze obiekty
- Urząd gminy Braniewo, ul. Moniuszki 5
- Dom prowincjonalny „Regina Coeli” Zgromadzenia Sióstr św. Katarzyny Aleksandryjskiej, ul. Moniuszki 7
- Stadnina koni w Braniewie, ul. Moniuszki 9
- Szkoła Podstawowa nr 5 im. Ziemi Braniewskiej, ul. Moniuszki 22A
- Komenda Powiatowa Policji w Braniewie ul. Moniuszki 11A
- Powiatowe Centrum Medyczne Sp. z o.o. w Braniewie (szpital), ul. Moniuszki 13

## Galeria zdjęć

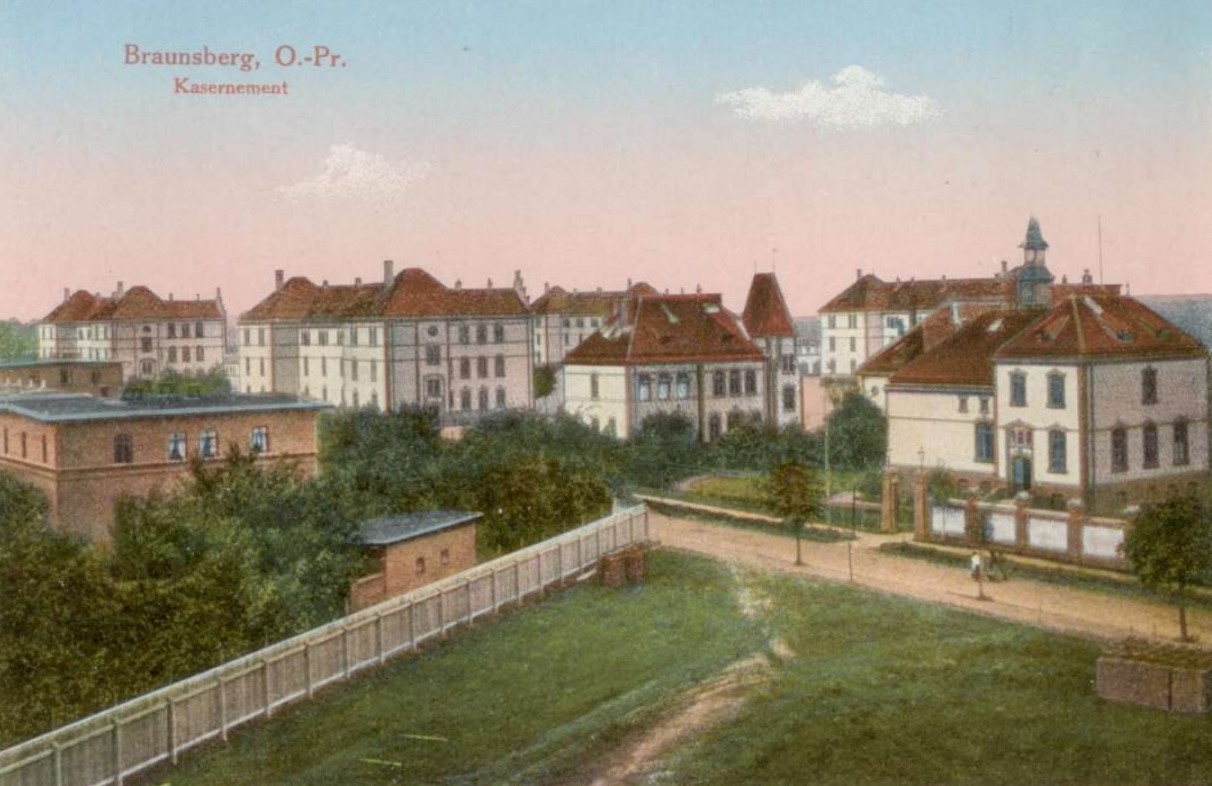
Ulica Moniuszki, ok. 1906
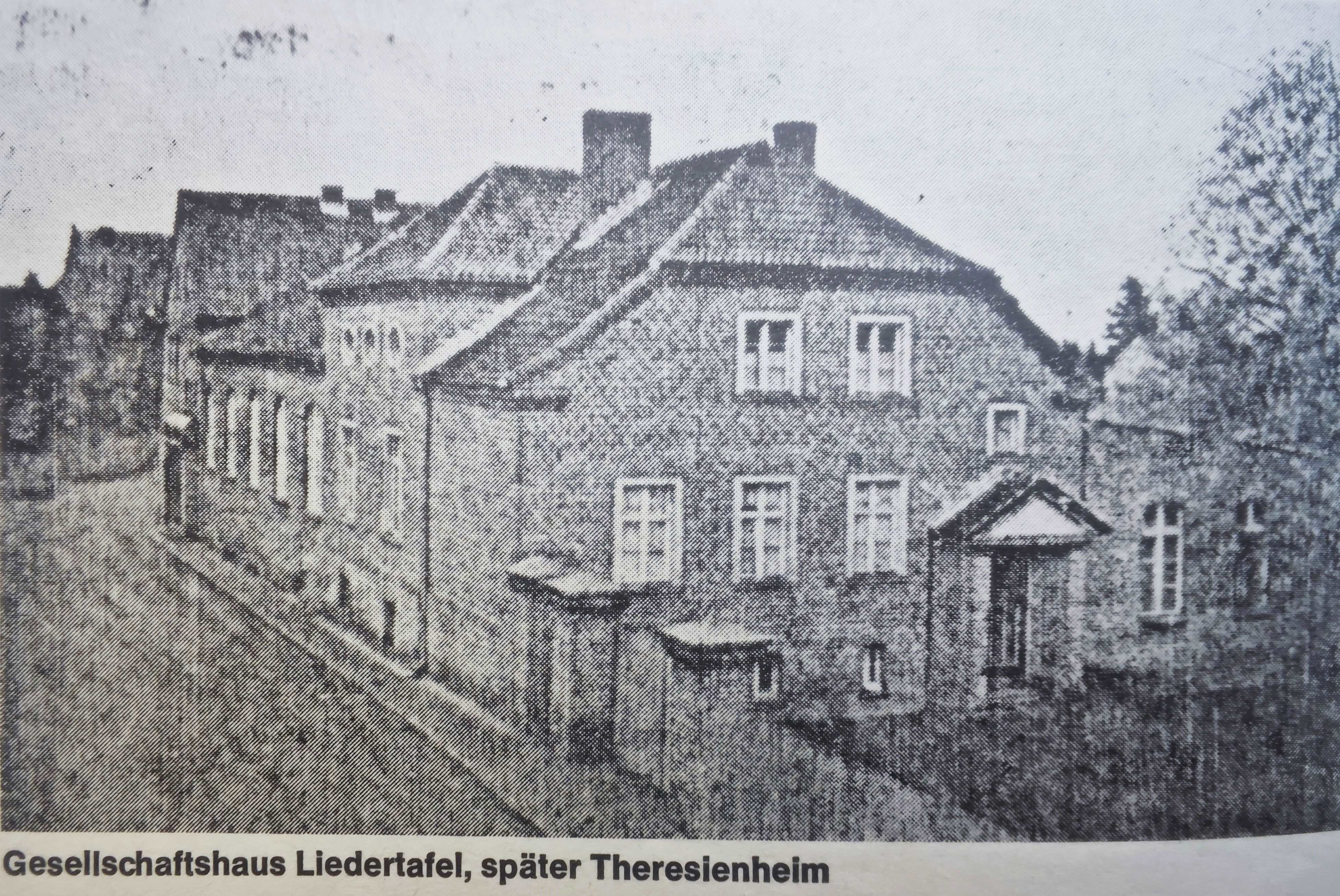
Moniuszki 1, Theresienheim
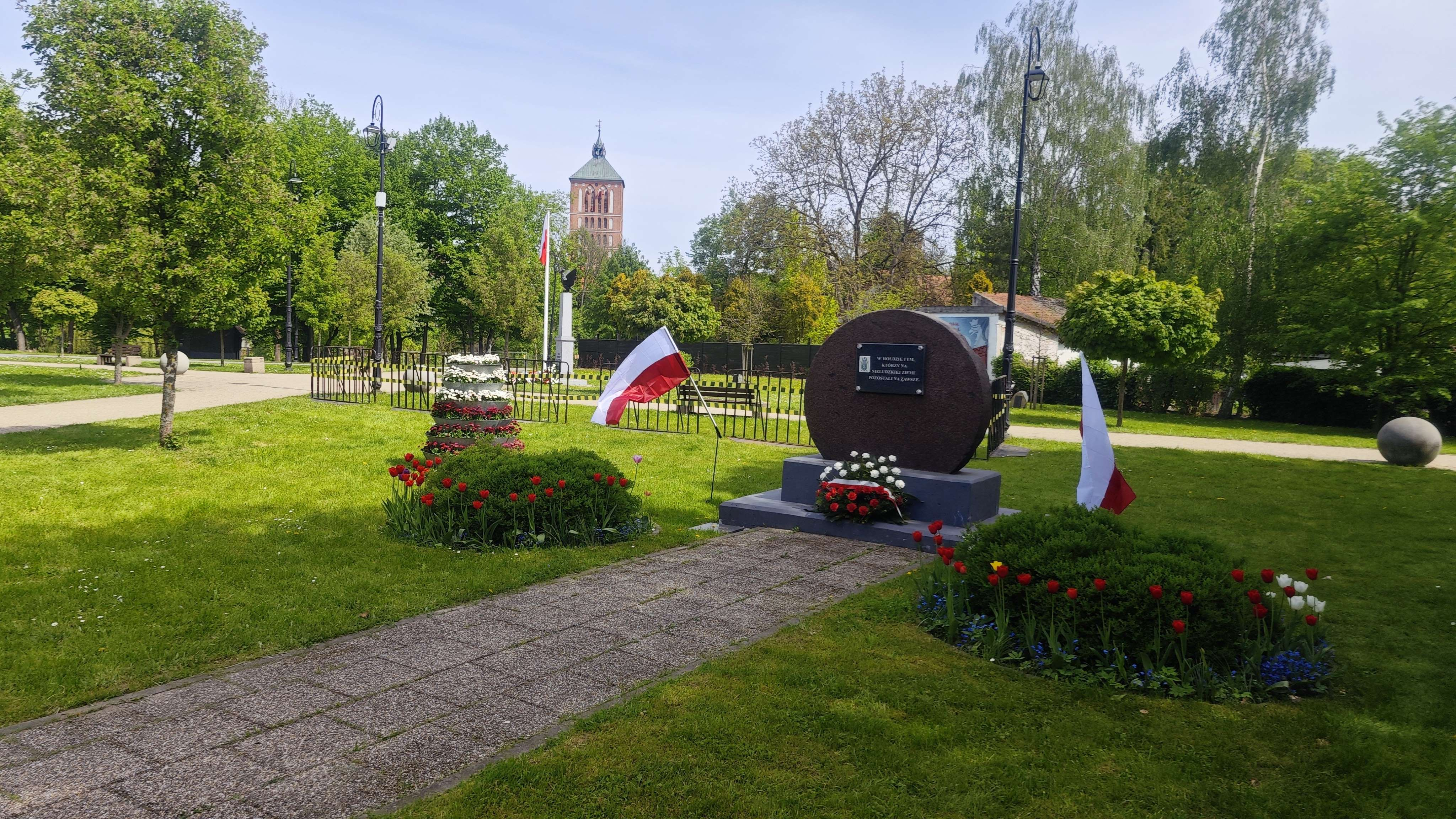
W miejscu Moniuszki 1 Skwer Sybiraków
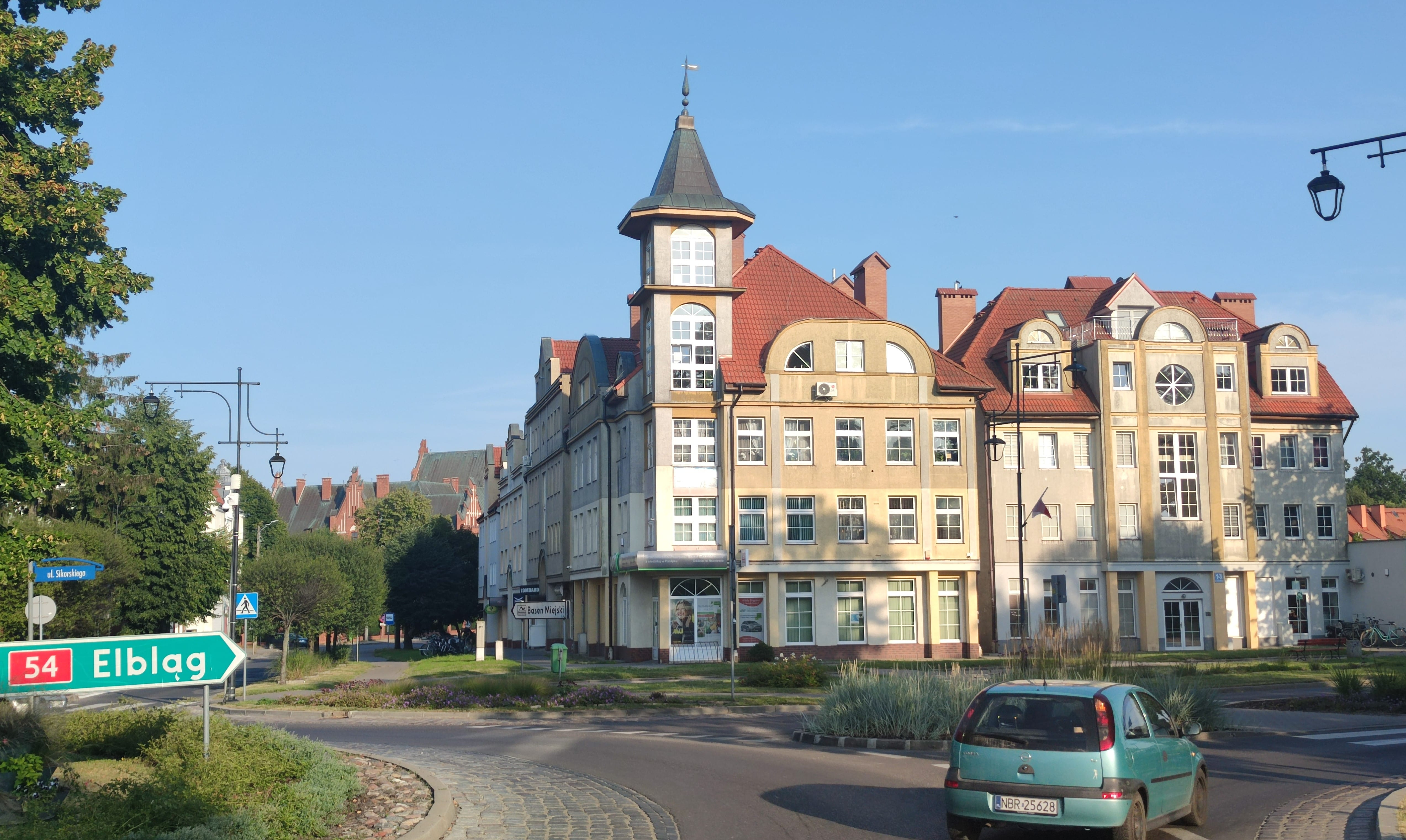
Budynek ul. Moniuszki 2
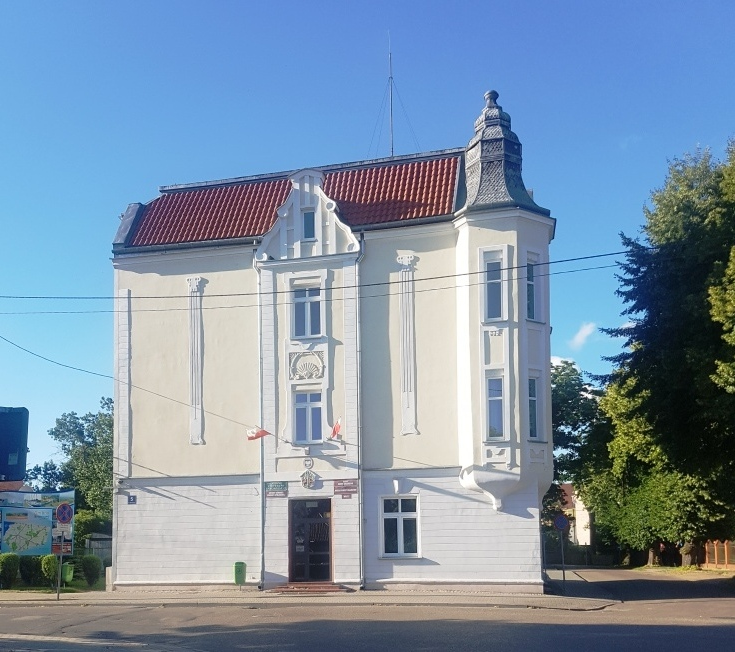
Urząd Gminy, Moniuszki 5
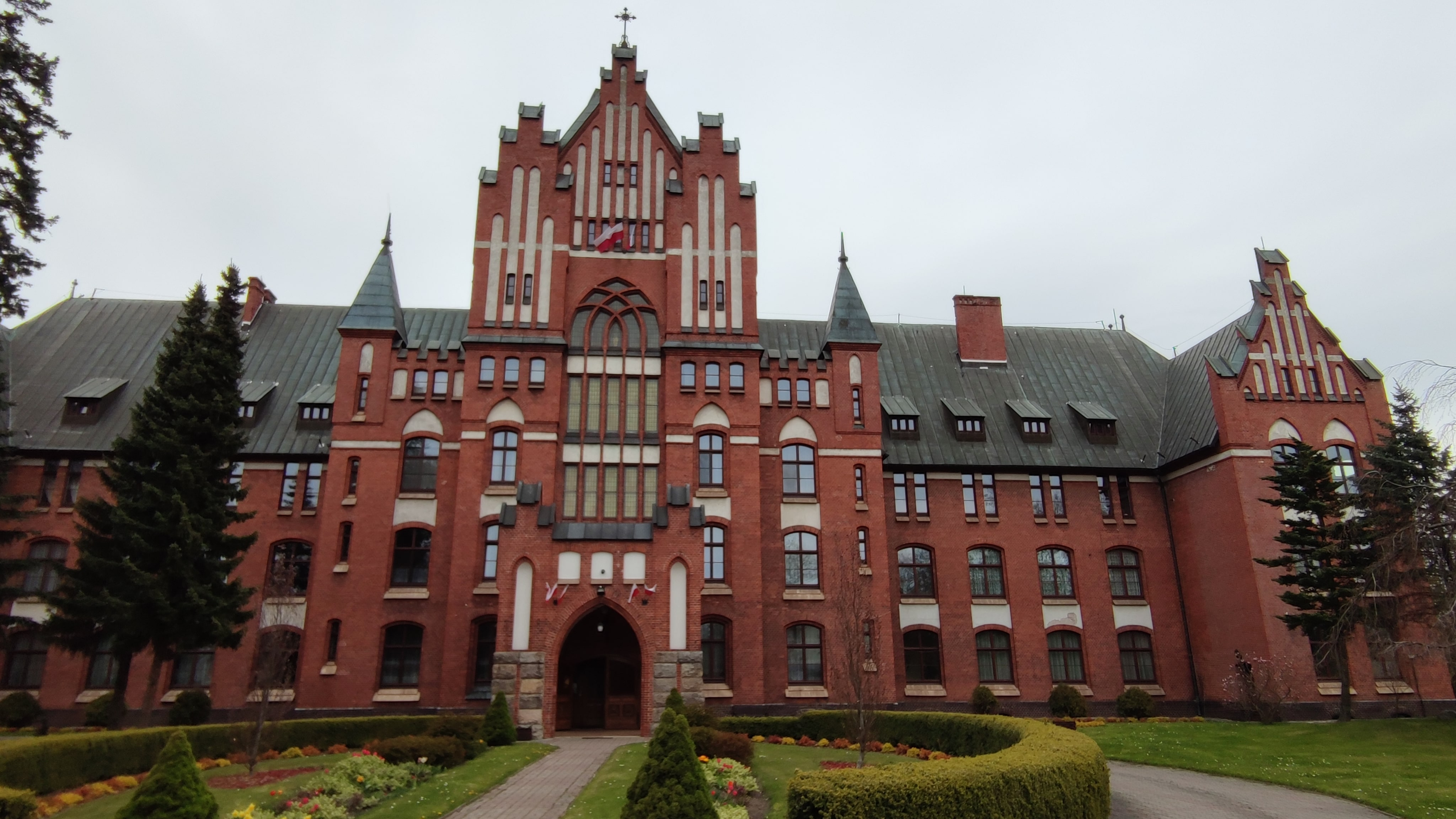
Klasztor zgromadzenia katarzynek z 1906
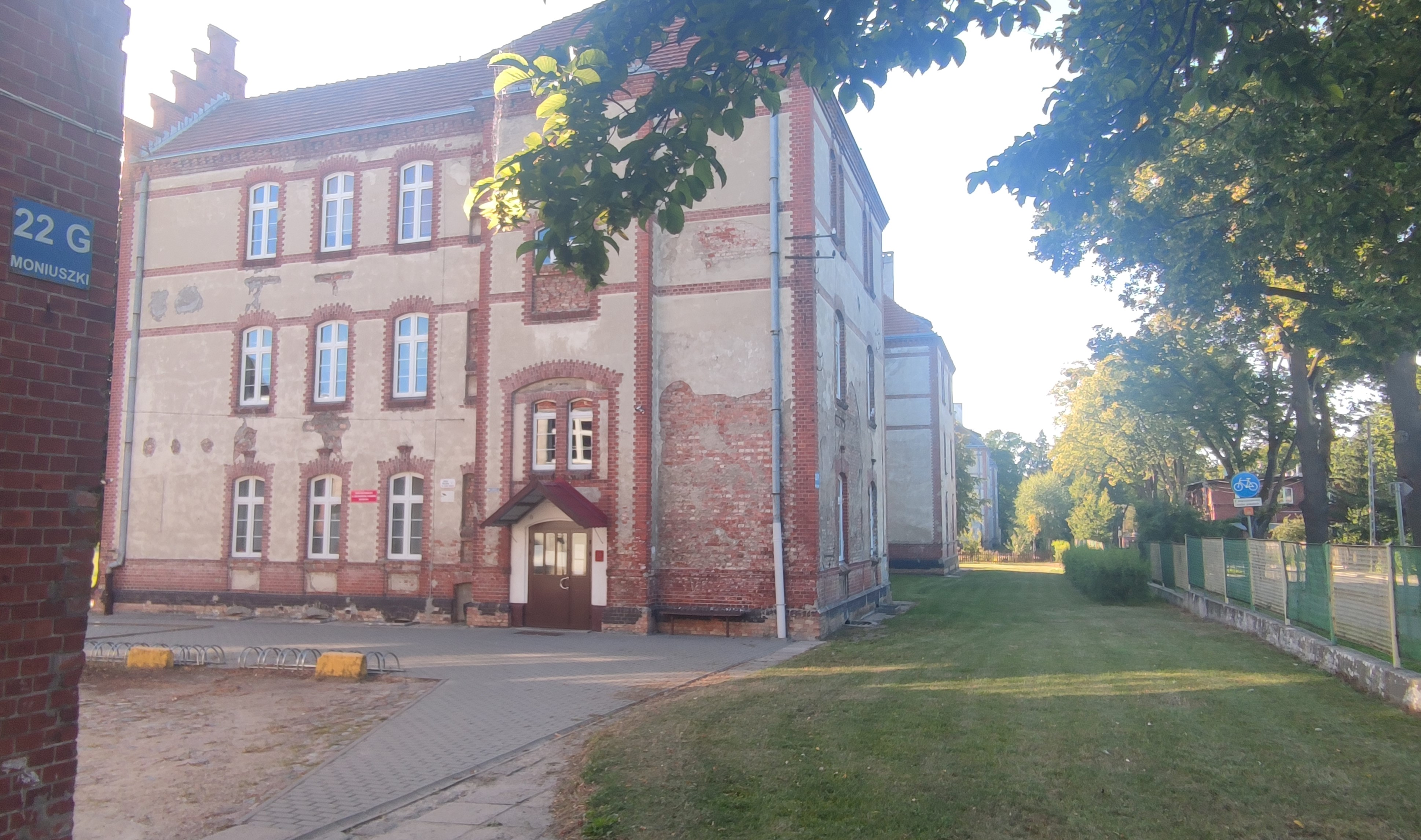
Byłe koszary, teraz szkoła podstawowa
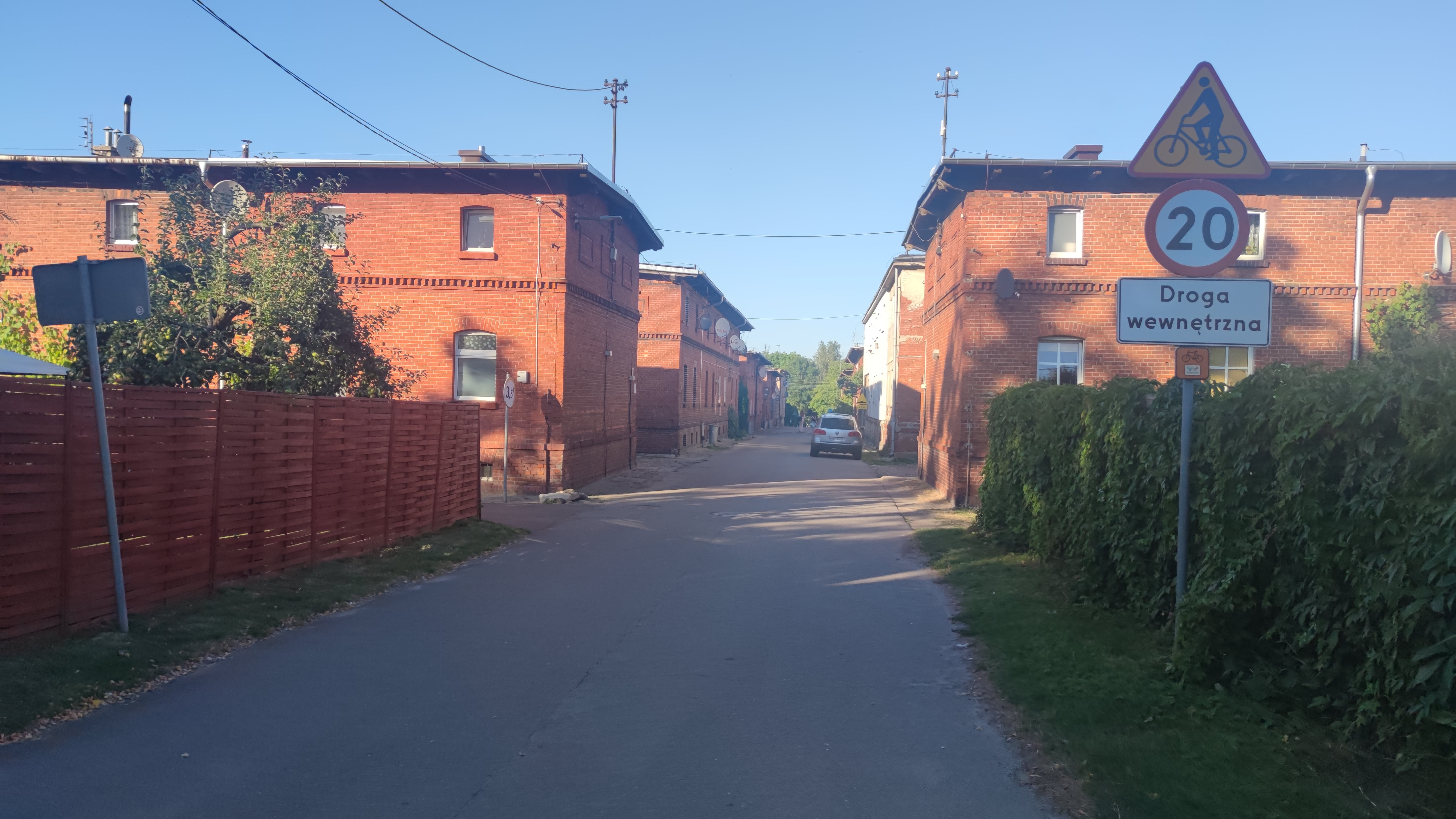
Zabudowa z 1891 roku
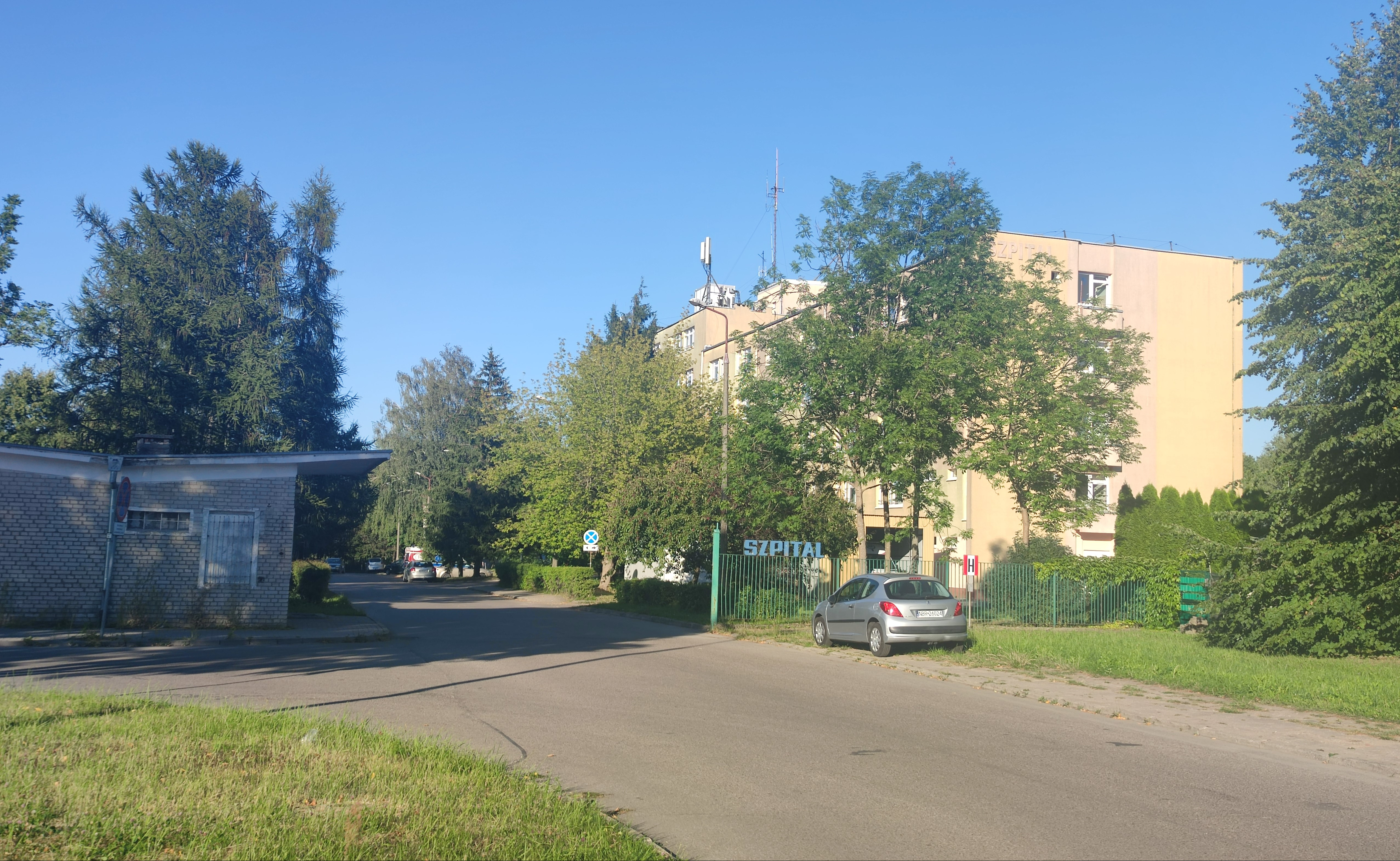
Szpital z 1975 roku
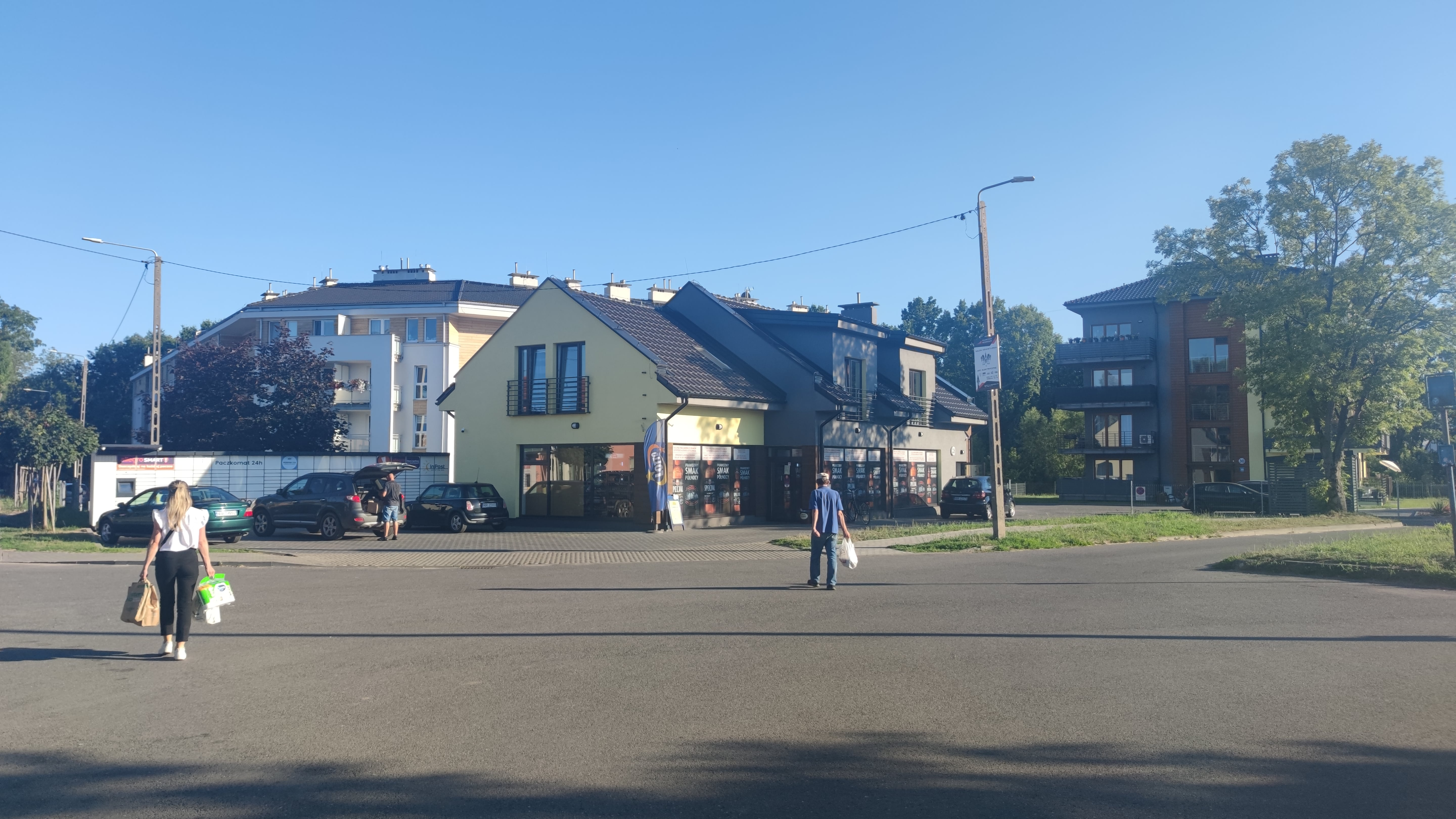
Nowa zabudowa z lat 2010.
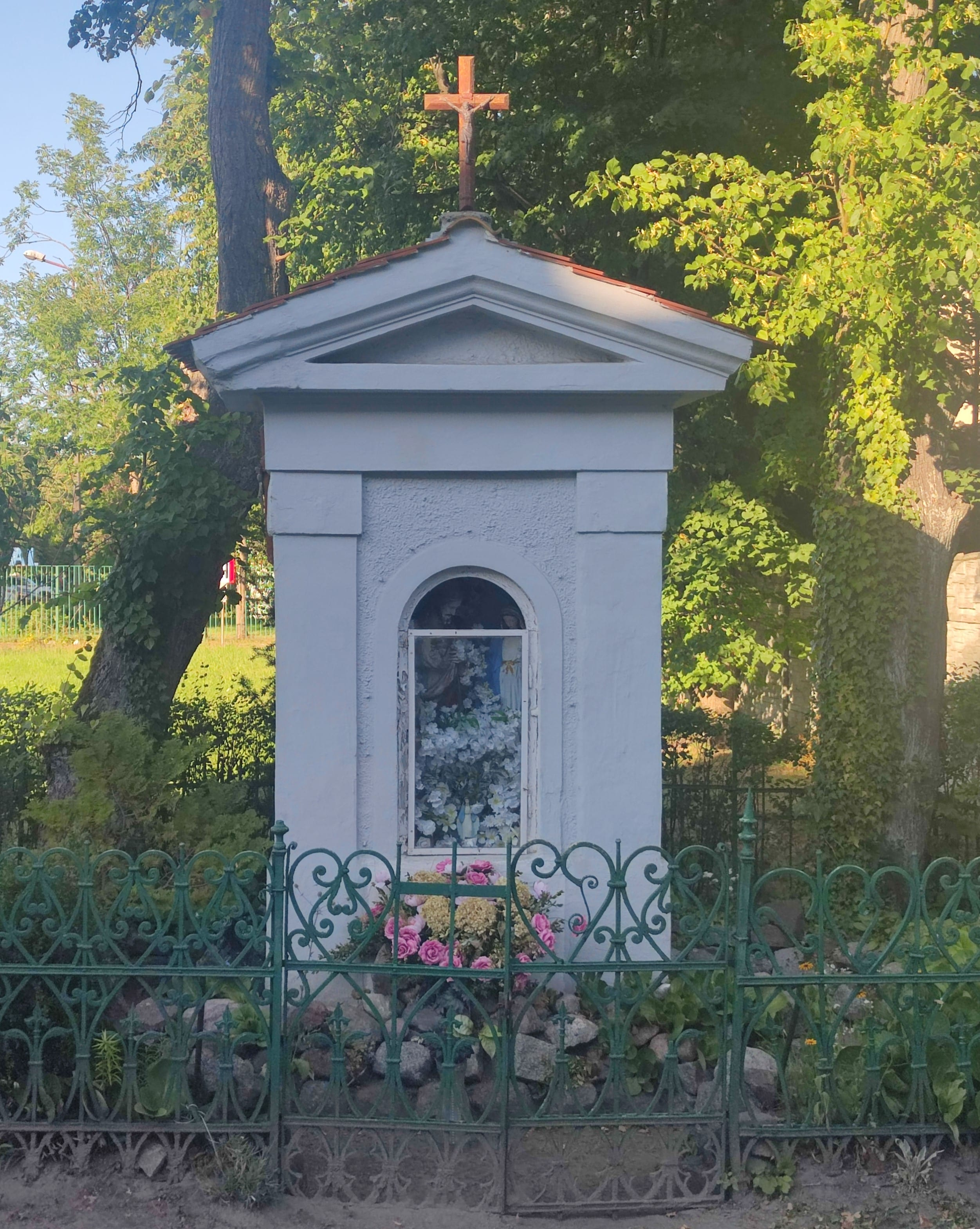
Kapliczka przydrożna